# Michael Musto

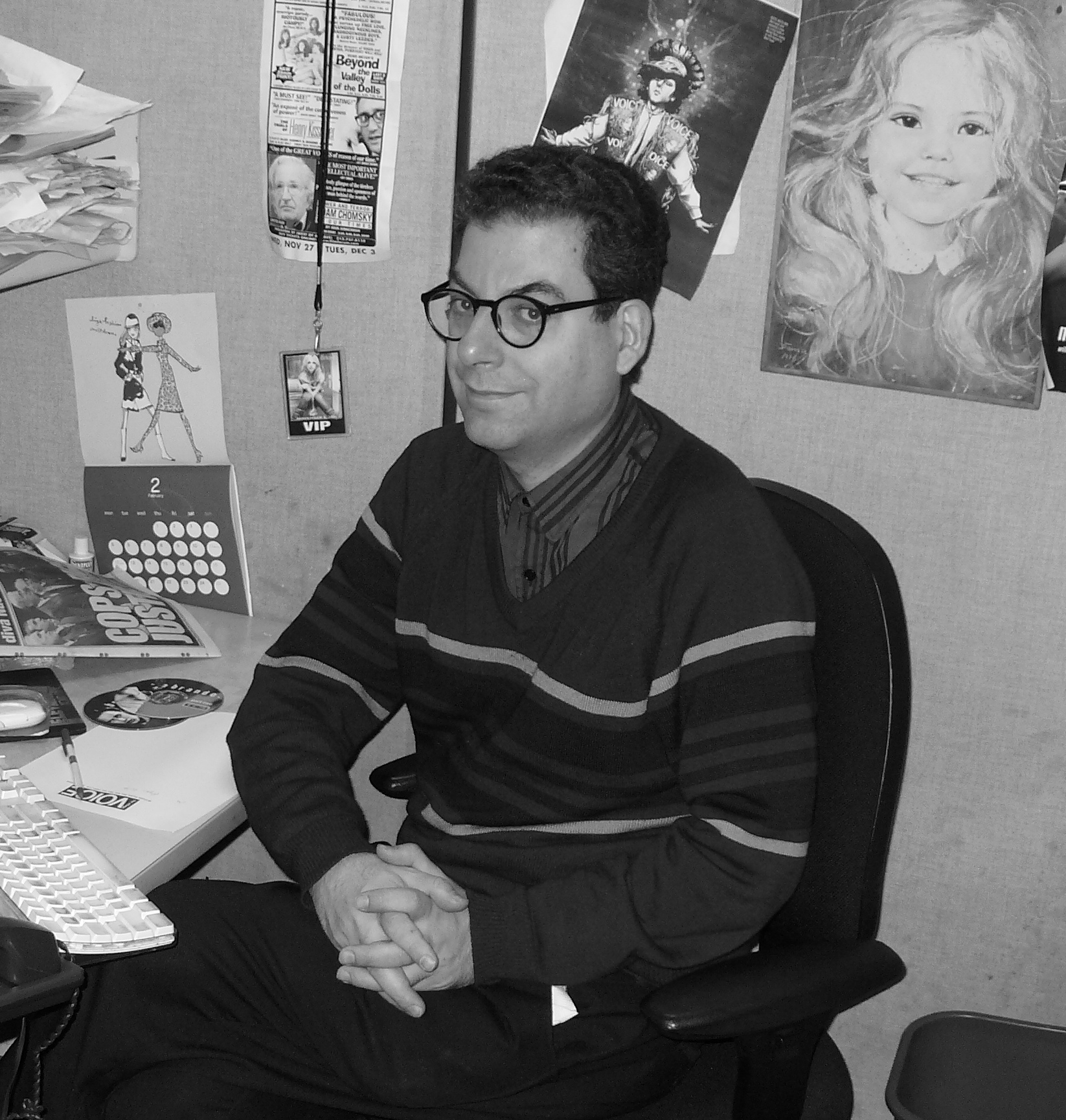
Michael Musto, 2007

Michael Musto (* 3. Dezember 1955 in New York, USA) ist ein US-amerikanischer Journalist, Kolumnist, Schauspieler, LGBT-Aktivist und Exzentriker.
Er gilt als einer der bedeutendsten Society-Kolumnisten und Boulevardjournalisten New Yorks vom Ende des Zwanzigsten Jahrhunderts bis in die Gegenwart. Seine Kolumnen gelten darüber hinaus als wichtige historische Quellen zur LGBT-Geschichte New Yorks und den USA in den 1980er, 1990er Jahren und seit dem Millenniumswechsel.

## Leben
Michael Musto gehört zur italienischstämmigen Gemeinde der USA und verbrachte Kindheit, Jugend und Adoleszenz ausschließlich in New York. Schon als früher Jugendlicher begann er mit dem Abfassen von Texten, vor allem als Kritiker der von ihm gesehenen Kinofilme. Seine journalistische Ader entdeckte er als Schüler, wo er für die örtliche Schülerzeitung als Redakteur tätig wurde. Nach der Schulzeit war er als Freier Journalist für das SoHo Weekly News Magazine tätig; seit 1984 dann als festes Redaktionsmitglied bei der New Yorker Stadtzeitung The Village Voice (of New York), wo er bis zum Frühjahr 2013 tätig war.
Seit seiner Entlassung arbeitet er als Kolumnist beim Magazin The Advocate und der Homepage Out.com. Michael Musto lebt in New York. Er ist offen homosexuell.

## Kolumnist und Chronist von New Yorks LGBT-Szene
Als Kolumnist wurde er als stringenter Chronist, aber auch ernster Kritiker der Schwulen- und Kunstszene New Yorks vor allem in den 1980er und 1990er Jahren bekannt. Zahlreiche Artikel beschäftigten sich mit Künstlern und LGBT-Promis wie Madonna, Jean-Michel Basquiat, Keith Haring, Andy Warhol, dem legendären Studio 54 oder RuPaul. In seiner Kolumne nahm er kein Blatt vor den Mund und schrieb unverblümt seine Meinung und scheute auch nicht davor zurück, diverse New Yorker Promis als schwul zu outen, die bekannteste war Ellen DeGeneres. Durch seine umfangreichen Kontakte zur Szene und zu Künstlern wurden seine Artikel als historische Dokumente der Szene gesehen, die viel von dem Lifestyle dieser Zeit, aber auch Problemen wie AIDS wiedergaben. Musto strahlte mit seiner Kolumne aus und wurde Vorbild für andere homosexuelle Autoren, Schriftsteller, Journalisten und Blogger, unter anderem Perez Hilton.
Zu den bedeutendsten – auch nicht homosexuellen – Künstlern, die er traf und kennenlernte, gehörten Andy Warhol, David Bowie und Diana Ross. Mit dem britischen Schriftsteller, Aktivisten, Schauspieler und Exzentriker Quentin Crisp war er eng befreundet. Crisp erwähnte ihn in diversen seiner Bücher.

## Trivia
- Michael Musto ist mittlerweile eine Art eigenes Label geworden. Vor allem sein oftmals dandyhaftes Aussehen und Auftreten in feinen Anzügen oder seiner Lieblingsfarbe Blau (oftmals Auftritte in blauen Anzügen), seine große Brille und sein markantes Gesicht machten ihn bekannt und unverwechselbar.
- In zwei Musikvideos war er bisher zu sehen: In Cyndi Laupers Song Girls wanna have fun ist er als eine der Hausfrauen (ohne Brille) verkleidet und mit Perücke versehen, mit denen Lauper telefoniert und die sich dann mit Lauper tänzerisch bewegen. Er war niemals eine Dragqueen (für diese Szene wurden Dragqueens gecastet), aber er stolperte zufällig an das Set und wurde gefragt, ob er mitmachen wollte, und war bereit, zumal er sich zu dieser Zeit noch am Anfang seiner journalistischen Karriere befand. Das zweite Musikvideo ist von Sir Ari Gold aus dem Jahre 2013 und heißt Play that fucking record, dort ist Musto mit seinen bekannten Attributen zu sehen.
- Seit Mitte der 1980er Jahre trat er in dutzenden Dokumentationen auf, die sich vornehmlich mit Homosexualität beschäftigten, und wurde dadurch einem Fernsehpublikum bekannt.
- Als Schauspieler spielte er oftmals in Kurzfilmen oder Independent-Produktionen bewusst nur Gastrollen.
- Musto hat bis heute keinen Führerschein und kann nicht Auto fahren.
- Sich selbst beschreibt er als sehr schüchtern und scheu und das bis heute auch als Erwachsener.
- Dem deutschen Publikum ist er durch die von VIVA ausgestrahlten Dokumentationen 101 Gründe, warum … bekannt, die sich mit Society- oder Boulevardthemen beschäftigen und dabei diverse Prominente befragen.

## Filmografie (als Darsteller)
- 1993: Night Owl
- 2002: Operation Midnight climax
- 2008: It’s me, Matthew!
- 2011: Die Schlümpfe (als ein Partygast)